# Parco naturale Tre Cime
Il parco naturale Tre Cime (Naturpark Drei Zinnen in tedesco) è uno delle aree naturali protette della provincia autonoma di Bolzano, grosso modo comprendente la parte altoatesina delle Dolomiti di Sesto.

## Storia
Il parco è stato ufficialmente istituito il 22 dicembre 1981 col decreto n. 103/V/81 (4) del presidente della Giunta provinciale della Provincia autonoma di Bolzano. Altri decreti che hanno meglio definito lo statuto e i regolamenti del parco sono stati approvati il 4 agosto 1987 (D.P.G.D. n. 200) e il 4 dicembre 1990 (D.P.G.P. n. 251). Il 25 febbraio 2010 la I Commissione provinciale per il paesaggio, presieduta da Artur Kammerer, ha approvato il cambio del nome del parco da "Parco naturale Dolomiti di Sesto" a "Parco naturale Tre Cime".

## Territorio
Il parco si estende su una superficie di 11.615 ettari e comprende parte dei comuni di Dobbiaco, Sesto e San Candido. Si trova nel settore nord-est delle Dolomiti (comprende la parte altoatesina delle Dolomiti di Sesto) ed è limitato a nord dalla val Pusteria, ad est dalla val di Sesto (e dal parco naturale Fanes - Sennes e Braies), a sud dal confine provinciale con Belluno e ad ovest dalla val di Landro.
Il parco è rinomato in quanto al suo interno si trovano molte famose cime dolomitiche, tra cui spicca la parete nord delle Tre Cime di Lavaredo che però rimangono per gran parte in territorio veneto. Altre cime importanti sono la Punta dei Tre Scarperi (m 3.152), il monte Popera (m 3.046), la Croda dei Baranci (m 2.922), il monte Paterno (m 2.744), la cima Una (m 2.698), la cima Undici (m 3.092) e la cima Dodici (m 3.094). Queste ultime fanno parte della cosiddetta meridiana di Sesto.
Nel territorio del parco si trova un forte austriaco della prima guerra mondiale, il forte Haideck. Il 12 ottobre 2007 dal monte cima Una è caduta una frana di immani proporzioni, fortunatamente senza vittime. Una seconda è avvenuta il 20 luglio 2011, sempre dallo stesso versante.

### Geologia
All'interno del parco si possono trovare diverse formazioni geologiche tipiche delle Dolomiti, ad esempio la dolomia della Mendola presso il passo di Monte Croce di Comelico e la dolomia dello Sciliar presso la Rocca dei Baranci e il gruppo dei Tre Scarperi. La dolomia dello Sciliar inoltre costituisce la solida base dei massicci meridionali del parco, come la Cima Undici, Cima Dodici, il monte Popera, il monte Paterno e le Tre Cime di Lavaredo. Sopra questo strato si trovano strati di riebl, dolomia grigia e marne argillose, che hanno permesso ad esempio la formazione del lago dei Piani.

### Laghi
L'unico lago rilevante del parco è il lago di Landro. Tuttavia all'interno del parco si trovano altri laghi di piccole dimensioni: lago di Malga di Mezzo, laghi dei Piani, laghetti sull'Alpe Lunga, laghi di Cime.

## Comuni

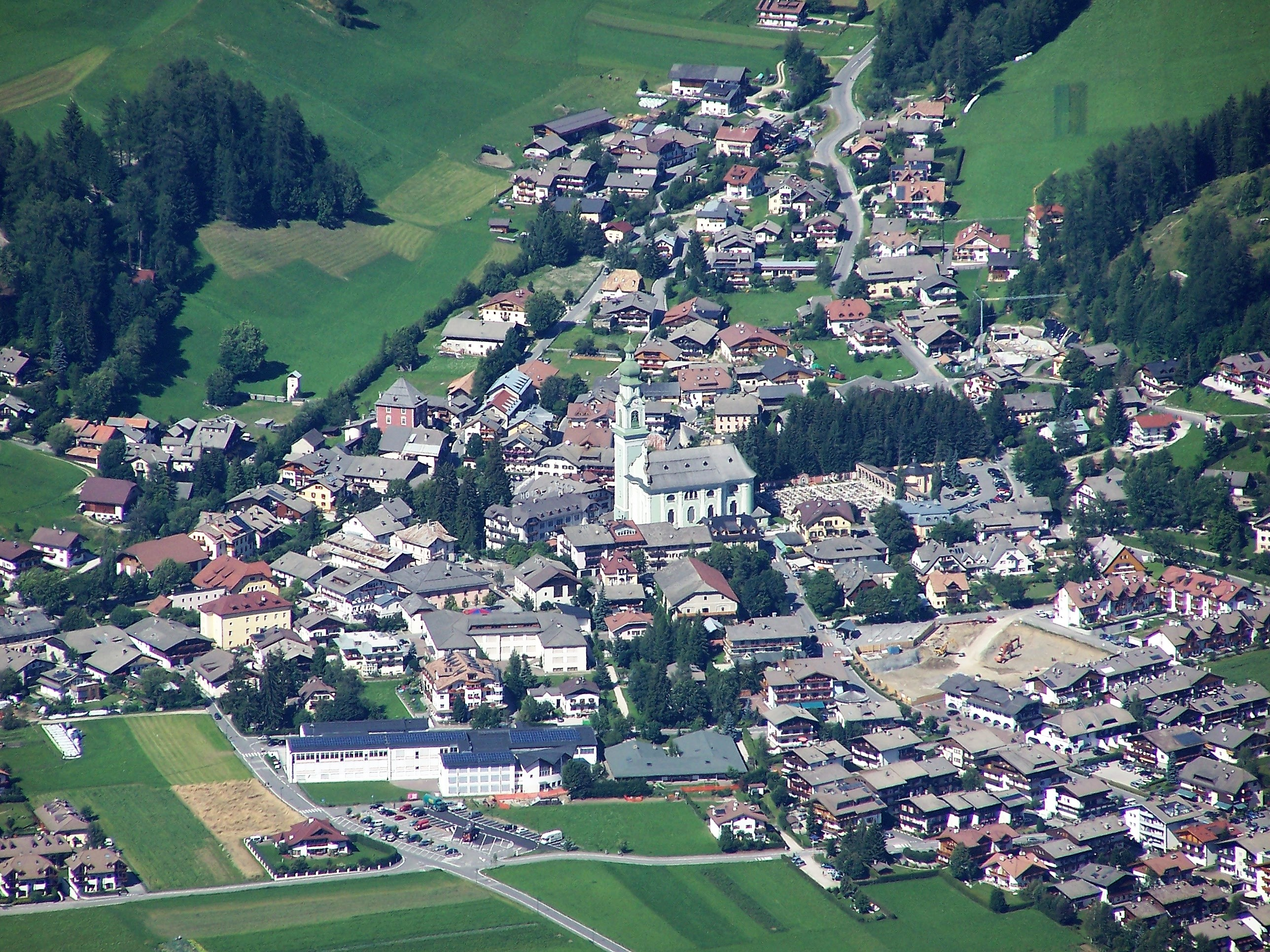
Dobbiaco

Fanno parte del parco, i territori comunali di:
- Dobbiaco
- Sesto
- San Candido

## Ambiente

### Flora

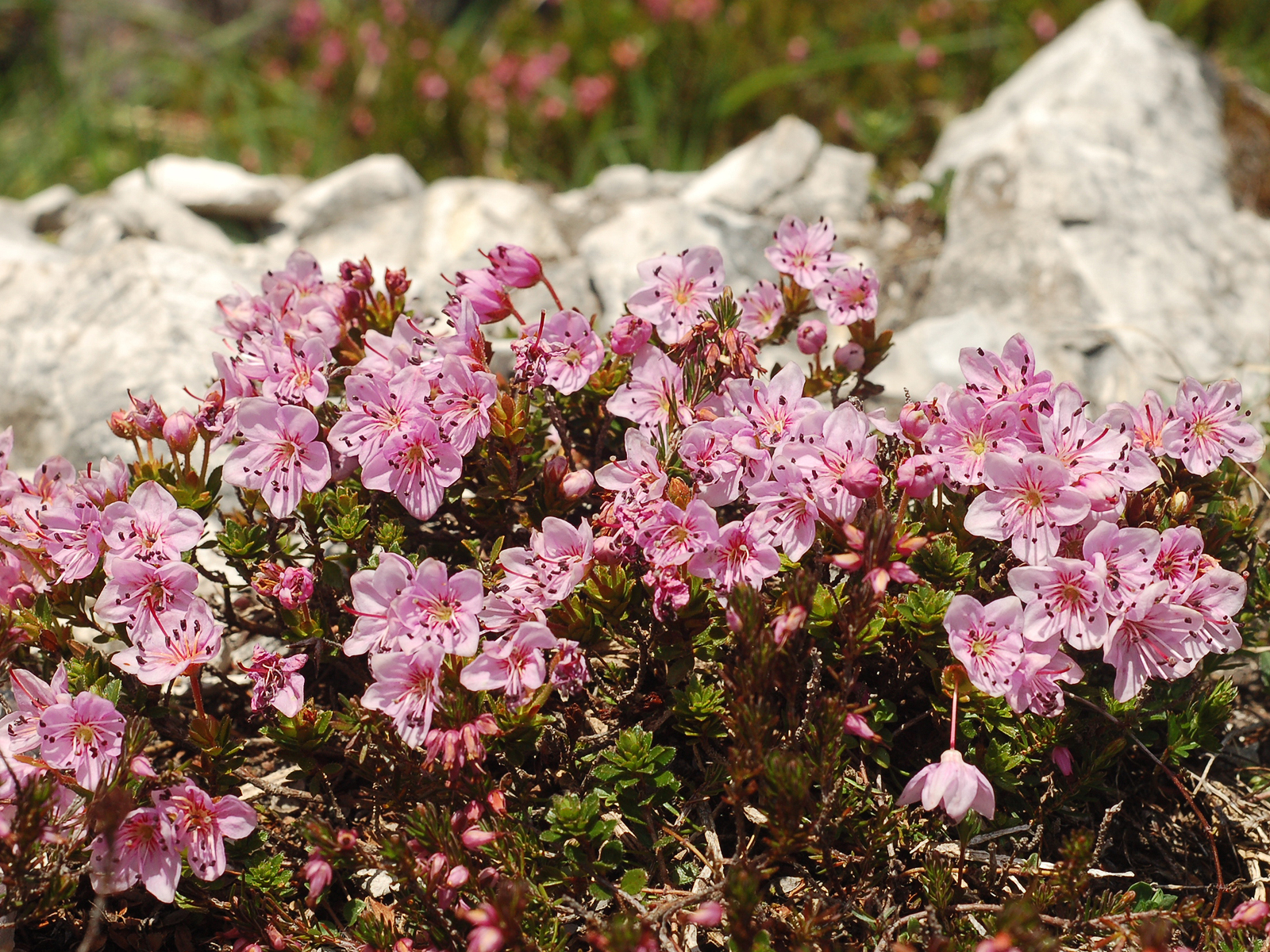
Rododendro nano

La particolare struttura geologica fa sì che i due terzi del parco è costituito da rocce e detriti, tra cui riescono a crescere alcuni fiori come la potentilla persicina, il rododendro nano, la profumata orecchia d'orso delle rocce, l'aquilegia azzurra, l'achillea gialla, genziane, anemoni, la campanula di monte, alcuni tipi di sassifraga, la stella alpina. Nelle parti meno franose del parco riescono tuttavia a crescere alberi come i larici e i pini cembri.

### Fauna

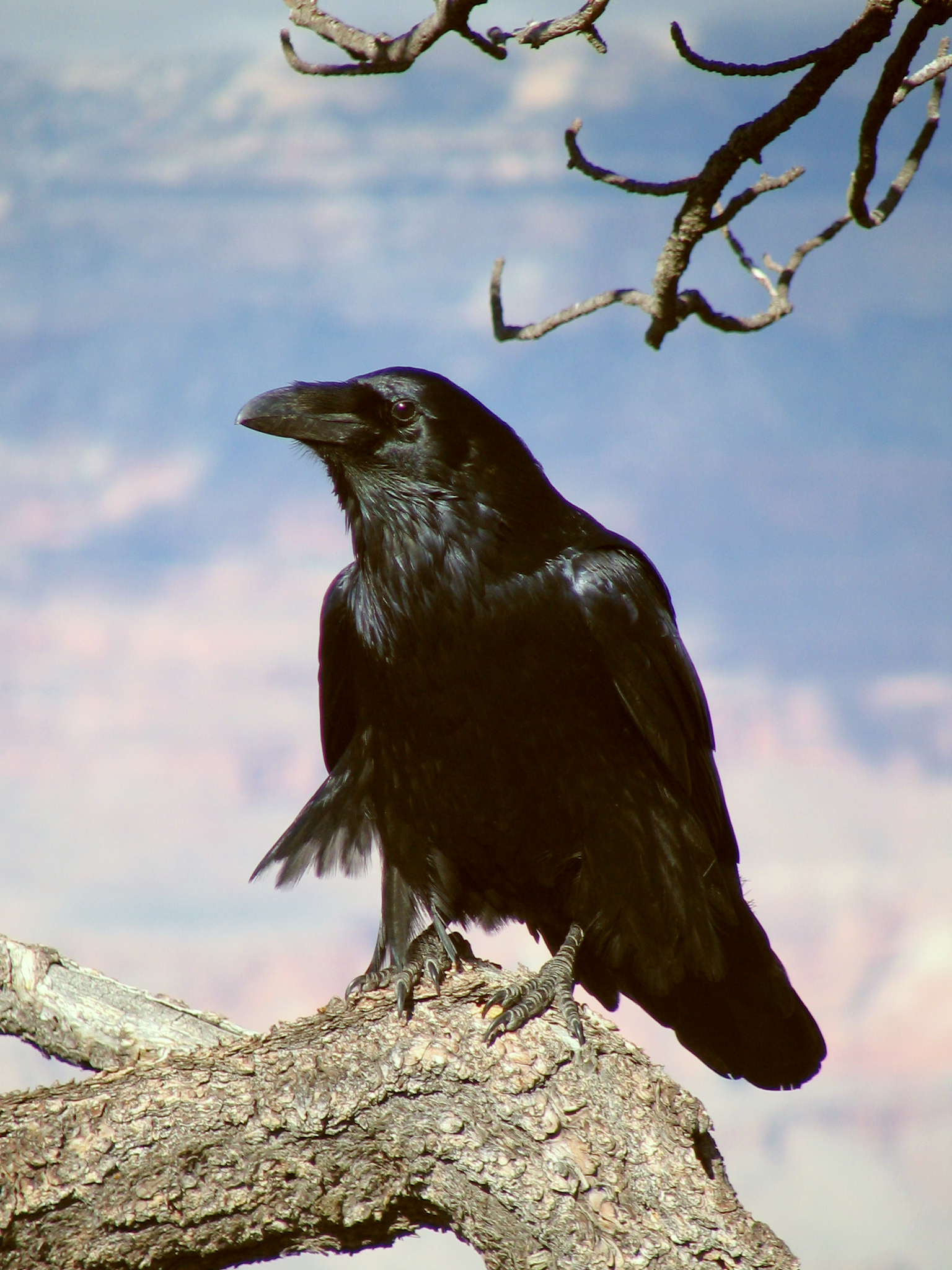
Corvo imperiale

L'avifauna del parco è molto ricca. Oltre all'aquila reale vi si trovano la poiana, il corvo imperiale, la civetta nana, il gallo cedrone, la pernice bianca, il fagiano di monte, il fringuello alpino, il sordone, la civetta capogrosso, il picchio nero, il picchio rosso. Nelle praterie non è insolito incontrare dei camosci, dei caprioli e delle colonie di marmotte. Negli ultimi anni sono state importate dalla Finlandia alcuni esemplari di renna, che attualmente sono custodite presso la stazione a monte della Croda Rossa di Sesto. La famiglia attualmente è in crescita e si compone di 10 esemplari (nel 2007). Un'altra specie che è stata importata negli ultimi anni in Alto Adige, ed anche nel parco, è la razza bovina Highlander.

## Accessi
Al parco si può accedere:
- dalla valle della Rienza, partendo dalla val di Landro
- dalla val Fiscalina
- dalla val Campo di Dentro
- da Misurina e rifugio Auronzo a sud delle Tre Cime Di Lavaredo in provincia di Belluno

## Strutture ricettive

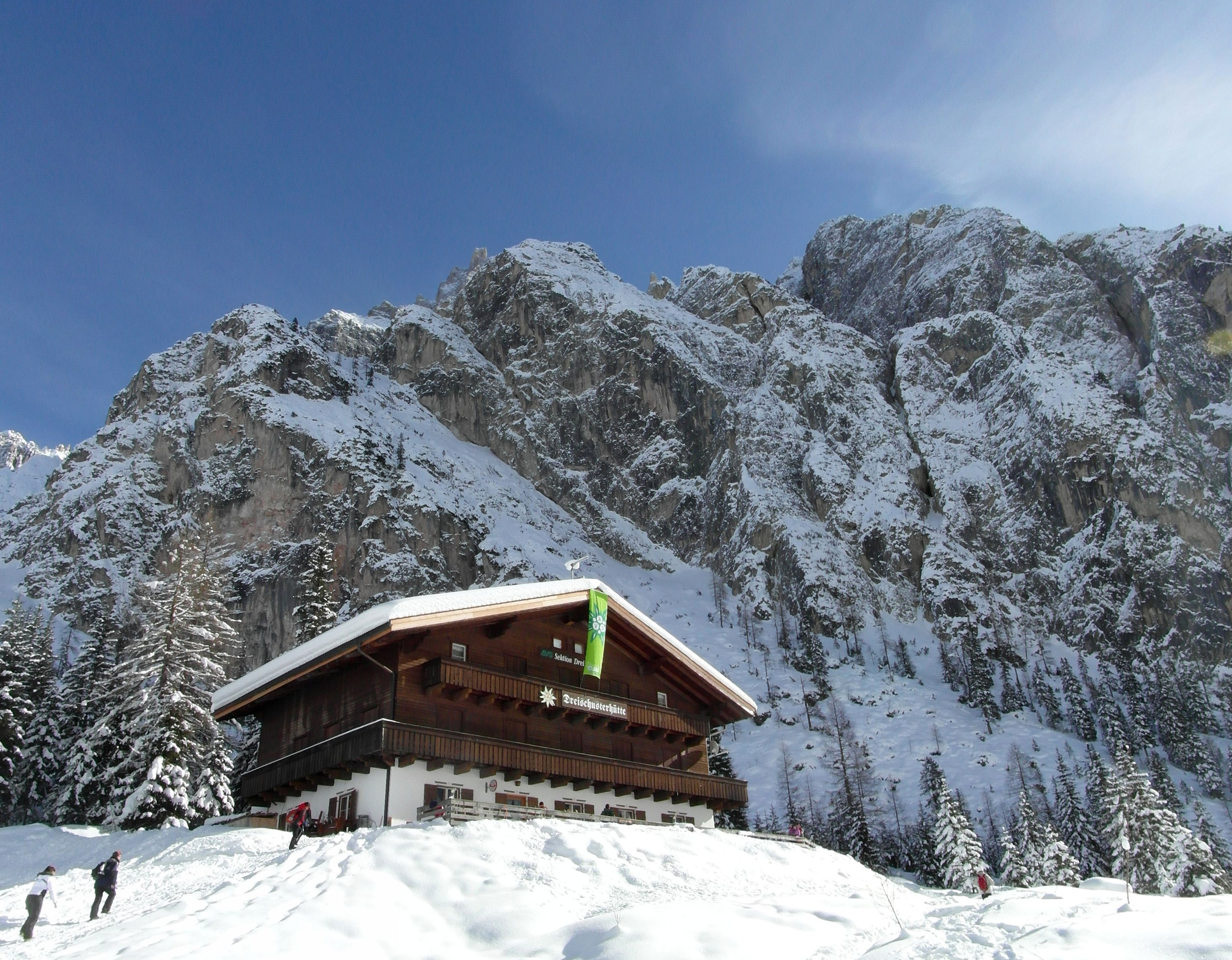
Rifugio Tre Scarperi

Il centro visite del Parco naturale Dolomiti di Sesto ha sede nel suggestivo centro culturale Grand Hotel di Dobbiaco (46.72304°N 12.225591°E). È gestito dalla provincia autonoma di Bolzano.

### Rifugi
- Rifugio Antonio Locatelli
- Rifugio Auronzo
- Rifugio Zsigmondy-Comici
- Rifugio Tre Scarperi
- Rifugio Pian di Cengia

### Vie ferrate
- Via ferrata De Luca-Innerkofler
- Strada degli Alpini

## Galleria d'immagini

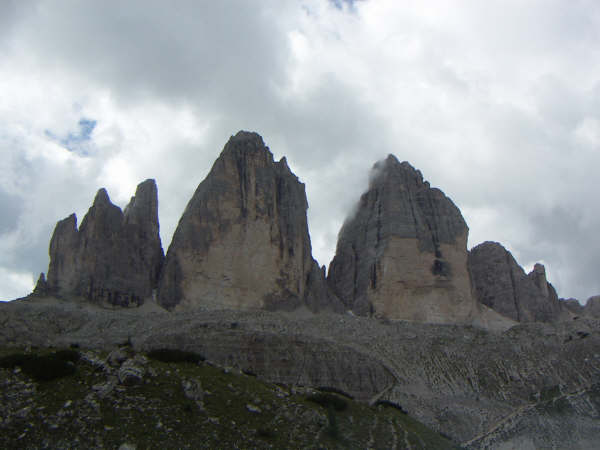
Le Tre Cime di Lavaredo
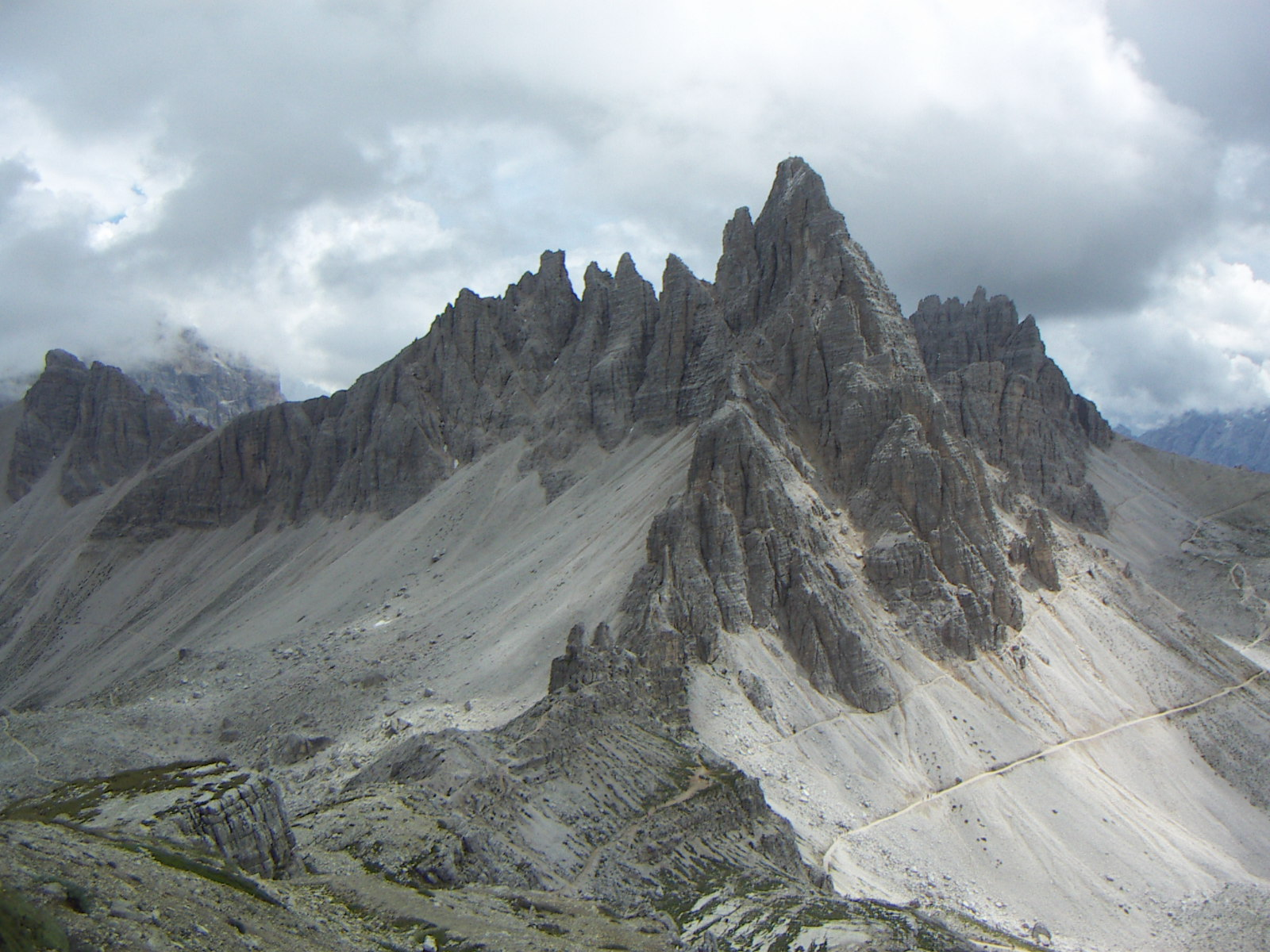
Il monte Paterno
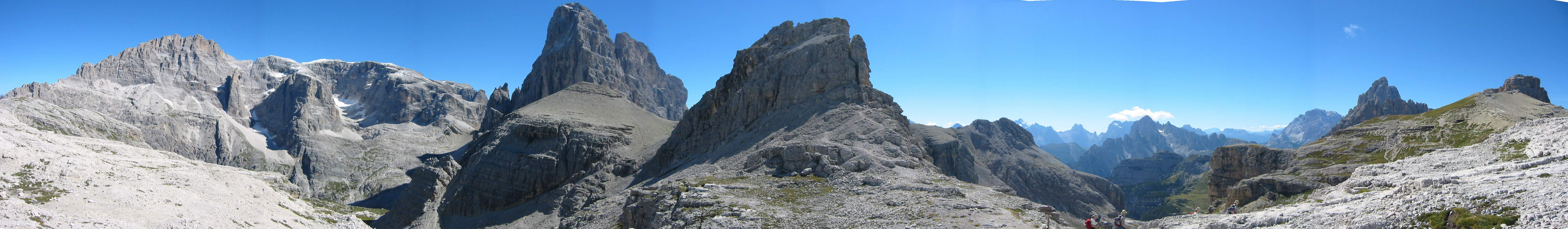
Rifugio Pian di Cengia
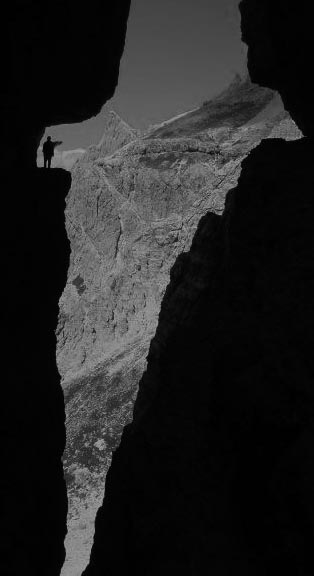
Sentiero degli Alpini
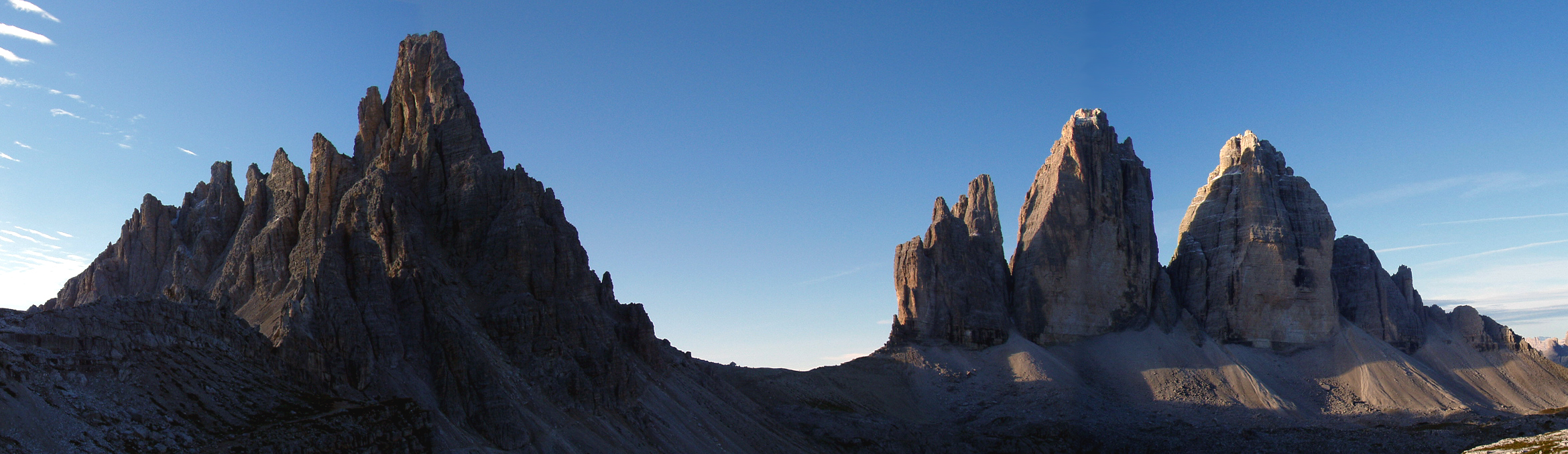
Il monte Paterno e le Tre Cime di Lavaredo